# Baniyas SC

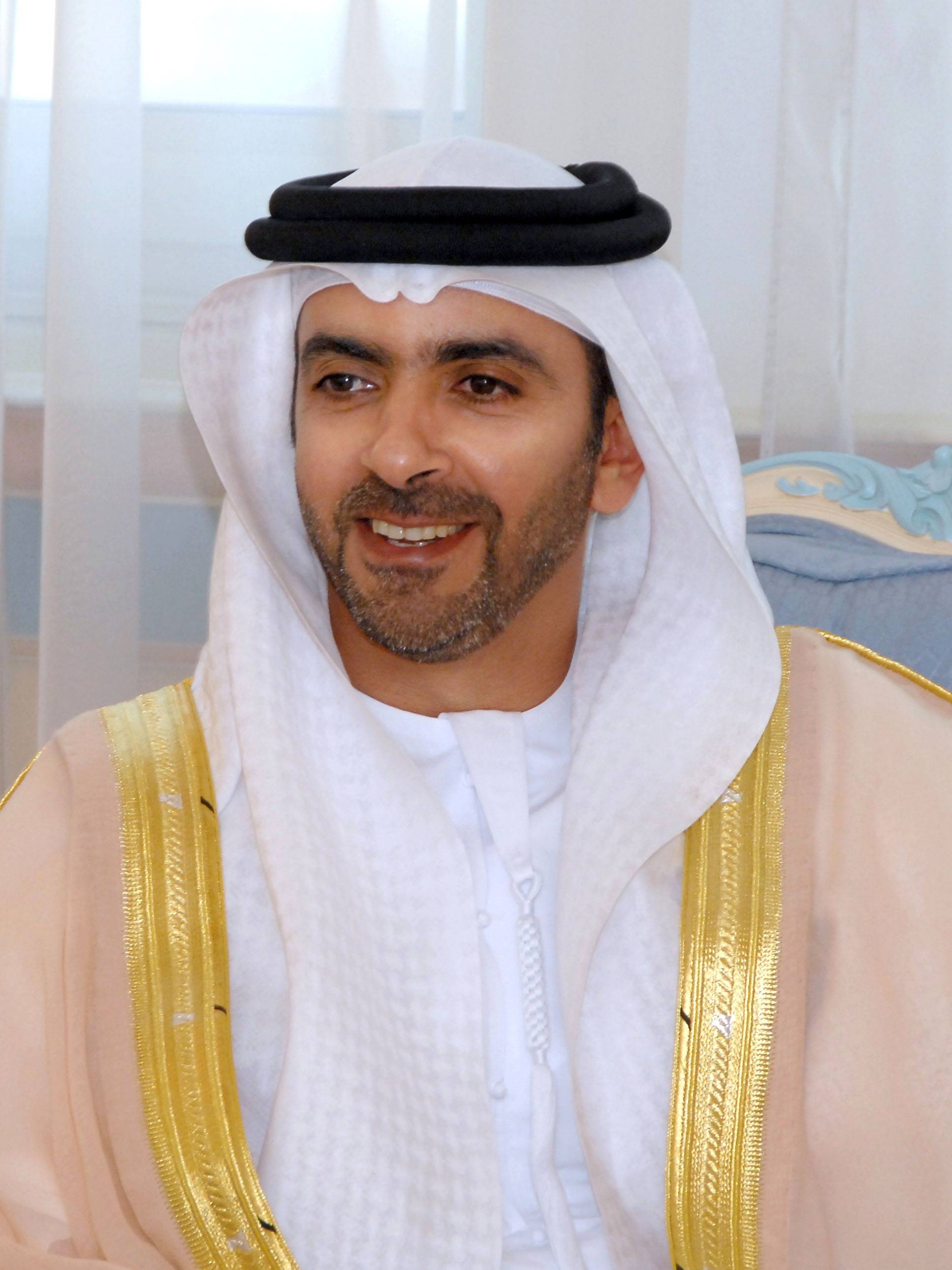
Vereinspräsident Saif bin Zayed

Der Baniyas Sports and Cultural Club (arabisch نادي بني ياس الرياضي, auch Bani Yas), auch bekannt als  Baniyas SC, ist ein Sportverein aus Abu Dhabi, Vereinigte Arabische Emirate. Die Fußballabteilung des 1982 gegründeten Vereins spielt in der höchsten Liga des Landes, der UAE Arabian Gulf League. Aktueller Trainer ist Daniel Isăilă.

## Geschichte
Größter Erfolg des siebenmaligen Meisters ist der Sieg in der GCC Champions League 2013 unter Trainer Jozef Chovanec. In der Saison 2010/11 war es dem Verein bereits gelungen, sich im zweiten Jahr nach dem Aufstieg aus der 2. Liga als Vizemeister für die AFC Champions League 2012 zu qualifizieren, in der das Achtelfinale erreicht wurde. Als viertplatzierter Verein der Saison 2012/13 qualifizierte sich der Verein auch für die AFC Champions League 2014.

## Vereinserfolge

### National
- UAE Arabian Gulf League

Vizemeister 2011, 2021
- UAE President’s Cup

Pokalsieger 1992

### Regional
- GCC Champions League

Sieger 2013

### Kontinental
- AFC Champions League

Achtelfinale 2012

## Trainer
- Rainer Zobel (März – Juni 2002)
- Bernd Krauss (August – Dezember 2005)
- Telat Üzüm (Oktober 2005 – September 2006)
- Alain Michel (2007–2008)
- Lotfi Benzarti (Juni 2008 – April 2011)
- Jorvan Vieira (Juli – November 2011)
- Gabriel Calderón (November 2011 – Mai 2012)
- Jozef Chovanec (Juni 2012 – April 2013)
- Jorge da Silva (2013–2014)
- Pablo Repetto (Juli 2016–)
- Winfried Schäfer (2019–2020)
- Daniel Isăilă (2020– )

## Bekannte Spieler
- David Trezeguet (2011–2012)
- Mohamed Zidan (2012–2013)
- Royston Drenthe (2015–2016)